# Wyższa Szkoła Umiejętności Społecznych im. prof. Michała Iwaszkiewicza w Poznaniu
Wyższa Szkoła Umiejętności Społecznych im. prof. Michała Iwaszkiewicza w Poznaniu – uczelnia niepubliczna założona w 1997 roku w Poznaniu, kształcąca na kierunkach społecznych i artystycznych.

## Historia
W dniu 11 września 1997 Minister Edukacji Narodowej udzielił zezwolenia na utworzenie Wyższej Szkoły Umiejętności Społecznych w Poznaniu. WSUS zostało wpisane do wykazu uczelni niepublicznych pod numerem 134. W tym samym roku pierwsi studenci rozpoczęli kształcenie na kierunku „Zarządzanie i marketing”. W dniu 29 września 1999 decyzją Ministra Edukacji Narodowej Uczelnia uzyskała zezwolenie na kształcenie na poziomie wyższych studiów zawodowych na kierunku „Dziennikarstwo i komunikacja społeczna”, a decyzją z dnia 21 grudnia 2001 zezwolenie na utworzenie Wydziału Zamiejscowego w Katowicach prowadzącego studia na tym samym kierunku. 10 lipca 2003 decyzją Ministra Edukacji Narodowej i Sportu Uczelnia uzyskała uprawnienia do prowadzenia studiów magisterskich na kierunku „Dziennikarstwo i komunikacja społeczna”. Dnia 14 maja 2004 decyzją Ministra Edukacji Narodowej i Sportu Szkoła uzyskała zezwolenie na kształcenie na poziomie wyższych studiów zawodowych na kierunku „Ochrona dóbr kultury”, ze specjalnością „Ochrona prawna dóbr kultury” a 5 lipca zezwolenie na kształcenie na poziomie wyższych studiów zawodowych na kierunku „Informacja naukowa i bibliotekoznawstwo”. Decyzją z dnia 22 czerwca 2006 Szkoła uzyskała pozwolenie na uruchomienie Wydziału Artystycznego, w którego ramach kształci studentów na studiach pierwszego stopnia (3,5 letnich) na kierunkach: Wzornictwo i Architektura Wnętrz a 4 sierpnia pozwolenia na kształcenie na studiach pierwszgo stopnia na Wydziale Zamiejscowym w Koninie na kierunku „Stosunki międzynarodowe”. Uchwałą Państwowej Komisji Akredytacyjnej z dnia 7 września 2006 nadano Wydziałowi Zamiejscowemu w Kutnie uprawnienia do prowadzenia kształcenia na kierunku „Prawo” oraz nadano także Wydziałowi Zamiejscowemu w Katowicach uprawnienia do prowadzenia kształcenia na kierunku „Stosunki międzynarodowe”. Od roku 2007 WSUS otrzymała pozwolenie na prowadzenie studiów II-go stopnia na Wydziale Artystycznym (kierunek Wzornictwo). Natomiast 31 lipca 2008 decyzją Ministra Nauki i Szkolnictwa Wyższego Uczelnia otrzymała pozwolenie na prowadzenie jednolitych studiów magisterskich na kierunku „Prawo” w Poznaniu.

## Władze Uczelni
- Rektor: dr. Aleksandra Iwaszkiewicz-Woda
- Prorektor: Prof. dr Tomasz Lewandowski
- Dziekan Wydziału Prawa i Komunikacji Społecznej: dr Ryszard Hayn
- Dziekan Wydziału Artystycznego: Prof. dr hab. Władysław Wróblewski

## Kształcenie
Wyższa Szkoła Umiejętności Społecznych daje możliwość podjęcia studiów pierwszego i drugiego stopnia na ośmiu kierunkach prowadzonych w ramach czterech wydziałów w tym jednego zamiejscowego.
- Wydział Artystyczny
  - Architektura wnętrz (licencjackie)
  - Wzornictwo (licencjackie i magisterskie)

- Wydział Prawa i Komunikacji Społecznej
  - Dziennikarstwo i Komunikacja społeczna (licencjackie i magisterskie)
  - Prawo (magisterskie)

Uczelnia prowadzi również studia podyplomowe na trzynastu kierunkach.